# Campo del Moro
Le Campo del Moro est un parc situé dans la ville de Madrid en Espagne. Déclaré d’intérêt historique et artistique en 1931, il couvre une superficie d’environ vingt hectares (200 266 m2), qui s’étendent d’est en ouest, de la façade ouest du Palais Royal jusqu’à la promenade de la Vierge du Port (paseo de la Virgen del Puerto). Du nord au sud, ses limites sont délimitées par la Cuesta de San Vicente (au nord) et par la Cuesta de la Vega ainsi que le parc d’Athènes (au sud).
Le parc est caractérisé par un important dénivelé, causé par le ravin qui existe entre le palais et les rives du fleuve Manzanares. Il fut tracé en 1844 par l’architecte Narciso Pascual y Colomer, qui conçut un ensemble de style formaliste. Cependant, les travaux d’aménagement paysager ne purent être réalisés qu’à la fin du XIXe siècle. Ceux-ci furent dirigés par Ramón Oliva, qui modifia le projet initial en lui donnant un style romantique, typique de cette période. Avant cette époque, la zone était pratiquement laissée à l’abandon.
Il s’agit de l’un des trois ensembles de parcs qui ornent les abords du Palais Royal, mais contrairement aux deux autres (les jardins de Sabatini et la place d’Orient), sa gestion ne relève pas de la Mairie de Madrid, mais de Patrimonio Nacional, l’organisme en charge des biens ayant appartenu à la Couronne espagnole.

## Toponymie
Les terrains situés entre le Palais Royal de Madrid et la vallée du fleuve Manzanares n’ont été connus sous le nom de Campo del Moro qu’à partir du XIXe siècle. Cette dénomination provient des promoteurs des jardins, qui, à la recherche d’un nom, se sont inspirés d’épisodes historiques.
Ils ont pris comme référence l’attaque de la ville menée par le chef musulman Alí Ben Yusuf, qui, à la mort d’Alphonse VI en 1109, tenta de reconquérir la place de Madrid — alors aux mains des chrétiens — en attaquant l’Alcazar depuis le versant proche du fleuve. Il aurait, selon la tradition, campé avec ses troupes sur le site où se trouvent aujourd’hui le parc. C’est de cet épisode que le lieu tire son nom de Campo del Moro (le « champ du Maure »), le mot moro désignant alors, dans le contexte historique espagnol, un musulman d’origine nord-africaine.

## Histoire

### Origines
L'idée de créer une zone récréative dans l'endroit qui occupe aujourd'hui le Campo del Moro est antérieure à la construction du Palais Royal de Madrid. Les premières tentatives remontent au temps de Philippe II (1527-1598), qui commanda un projet pour surmonter le dénivelé existant entre le Real Alcázar, sur le site duquel le palais actuel fut construit, et le vallon du fleuve Manzanares. Cependant, cette initiative ne put être réalisée.
Plus tard, Philippe IV (1605-1665), qui utilisait le lieu à des fins de chasse, ordonna la plantation de différentes espèces d'arbres, principalement des ormeaux.

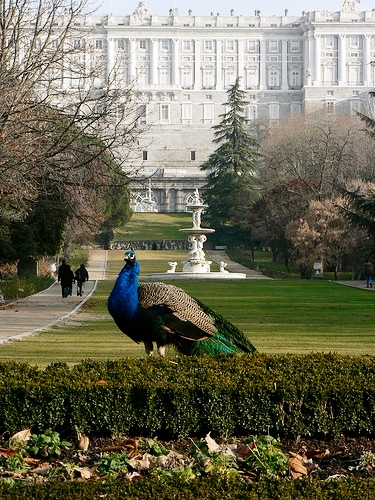
Un paon royal dans Campo del Moro, joyau historique de Madrid, où nature et histoire se rencontrent sous l'ombre du Palais Royal.

Avec la construction du Palais Royal, dont les travaux commencèrent en 1738, quatre ans après l'incendie de l'Alcázar, de nombreux projets d'aménagement du site furent proposés, mais ils ne purent être concrétisés en raison du manque d'eau, des difficultés posées par le terrain et de l'absence de ressources financières.
Il en va de même pour les projets promus par les rois Philippe V (1683-1746) et Charles III (1716-1788), confiés à différents architectes du palais (Juan Bautista Sachetti, Francisco Sabatini et Ventura Rodríguez), ainsi qu’au jardinier espagnol Esteban Boutelou. Ce dernier, fort de son expérience à la tête des jardins d'Aranjuez (Madrid) et de La Granja de San Ildefonso (Ségovie), conçut deux tracés de conception classique en 1746 et 1747, très difficiles à réaliser, car ils ne s'adaptaient pas pleinement aux caractéristiques topographiques du sol.
En revanche, le design de l'architecte Juan de Villanueva (1739-1811) fut exécuté. Ce dernier reliait, par une grotte artificielle (dénommée : tunnel de Bonaparte), le Palais Royal aux jardins de la Casa de Campo, situés de l'autre côté du fleuve Manzanares.
Il fut creusé en 1810, pendant le règne de José I, un an avant la mort de Villanueva.
En 1891, il fut remodelé, avec l’ajout de rocaille comme élément décoratif. Plusieurs sections de ce passage souterrain subsistent encore, les plus significatives étant situées dans le propre Campo del Moro et sous l'ancien Camino de Castilla.

### Tracé définitif
L'impulsion définitive pour la réalisation des jardins eut lieu en 1844, lorsque Agustín Argüelles Álvarez (1776-1884), précepteur de la reine Isabelle II pendant sa minorité, et Martín de los Heros (1783-1859), intendant du Real Patrimonio, chargèrent l'architecte en chef du palais, Narciso Pascual y Colomer (1808-1870), de concevoir un nouveau projet.
Cet architecte, également auteur du tracé de la Place de l'Orient, prévoyait comme point central la construction d'une grande avenue reliant le Palais Royal au paseo de la Virgen del Puerto. Celle-ci ne permettait pas seulement de surmonter la forte pente, mais elle mettait également en valeur la vue panoramique de la façade occidentale du bâtiment. Pour niveler le terrain, on utilisa notamment les débris provenant des églises et des habitations démolies lors de l'agrandissement de la Puerta del Sol.
L'importance de cet axe fut soulignée par l'installation de deux fontaines monumentales : la fontaine des Coquillages (Fuente de las Conchas), provenant du palais de l'Infant don Luis (Boadilla del Monte, Madrid), et la fontaine des Tritons (Fuente de los Tritones), dont l'emplacement initial était les Jardins d'Aranjuez (Aranjuez, Madrid).
Les travaux des jardins furent suspendus après le triomphe de la révolution de 1868, connue sous le nom de La Glorieuse, et l'exil consécutif de la reine Isabelle II. Ils purent être repris définitivement dans la dernière décennie du XIXe siècle, pendant la régence de Marie-Christine d'Autriche, lorsqu'on procéda à la plantation de près de 9500 arbres (dont 400 palmiers) et 20 800 arbustes (parmi lesquels 12 000 rosiers), sous la direction du jardinier Ramón Oliva.
En 1898, diverses maisons en bois de style tyrolien furent construites à l'intérieur du parc. Elles sont l'œuvre de l'architecte et jardinier Enrique Repullés Segarra, également responsable de l'ornementation de la grotte conçue par Juan de Villanueva.
Pendant la guerre civile espagnole (1936-1939), en raison de la proximité du front madrilène, le Campo del Moro subit des dommages importants. Il fut restauré dans les années 1940 et, en 1960, un nouveau bâtiment fut construit à l'intérieur, abritant le Musée des Carrosses de Madrid.

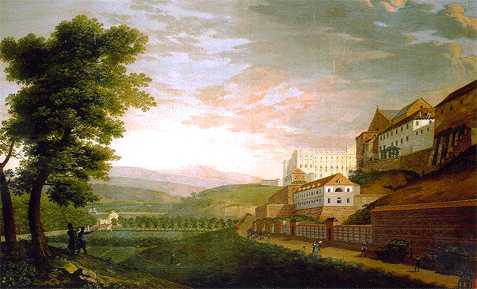
Peinture de Fernando Brambila du début du XIXe siècle, à l'époque où les jardins, dans leur configuration actuelle, n'étaient pas encore tracés. À l'arrière-plan, on aperçoit la façade méridionale du Palais Royal.

## Description
Les jardins reflètent dans leur tracé diverses influences, fruit des péripéties survenues au cours des différentes phases de leur construction. C'est pourquoi ils ne possèdent pas de caractéristiques homogènes et mélangent des styles aussi variés que le formalisme (présent dans le promenade principale, conçue par Pascual y Colomer) ou le naturalisme (qui domine les tracés imaginés par Ramón Oliva). Cette mixité d'influences est également visible dans les constructions qu'abrite le parc, avec des références à des modèles ruraux (comme les maisons rurales tyroliennes imaginées par Repullés), au néogothique ou à l'architecture fonctionnelle (comme le bâtiment du Musée des carrosses, œuvre de l'architecte Ramón Andrada).
Du point de vue du paysagisme, les bosquets dominent, configurés selon les goûts romantiques de l’époque, auxquels s’ajoutent des touches de style paysager anglais, comme les Prairies des Vues du Soleil (Praderas de las Vistas del Sol).

### Portes d'entrée

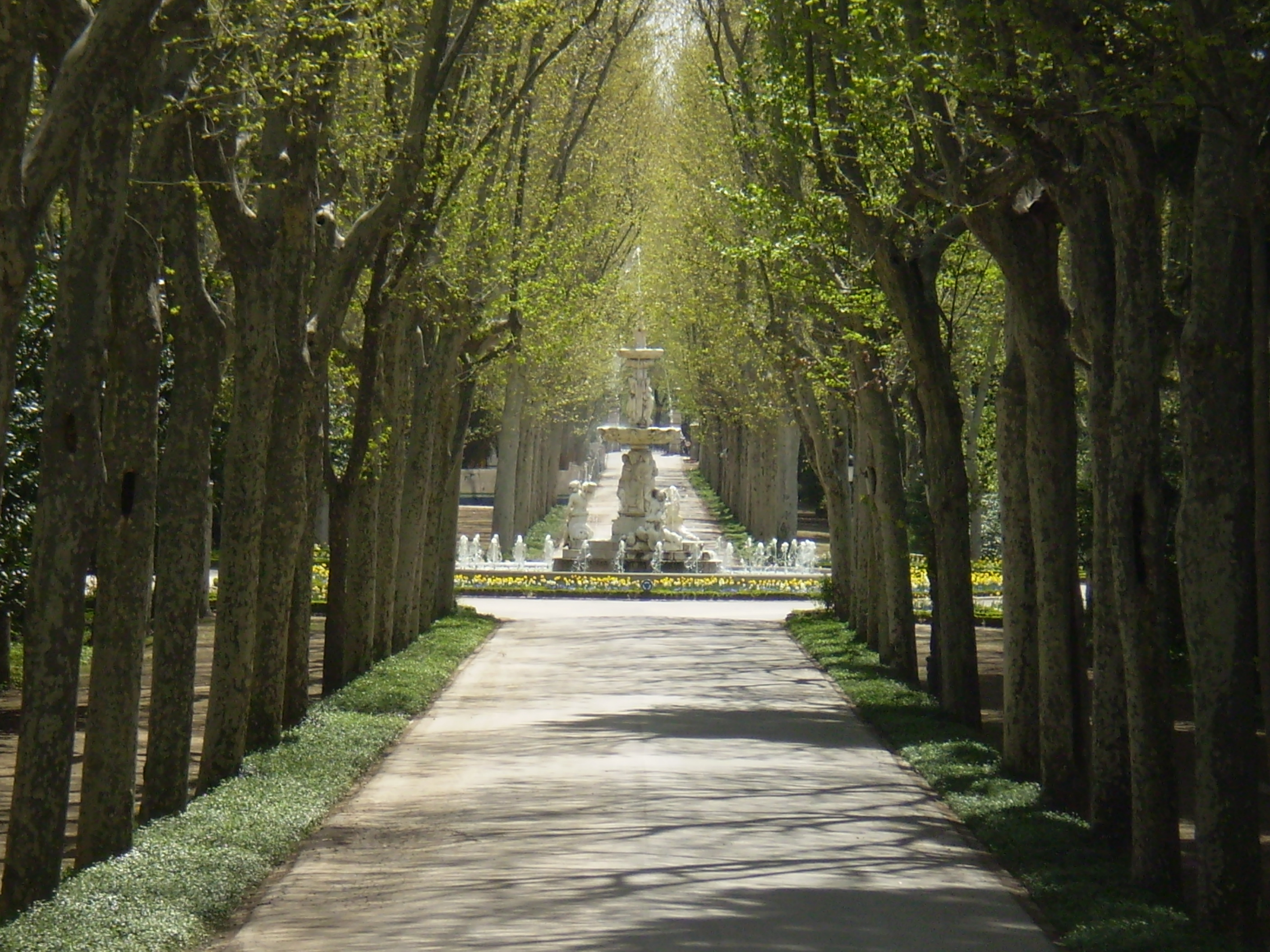
Vue de la fontaine des Tritons depuis la promenade de Felipe V.

Le Campo del Moro a une forme rectangulaire. Son périmètre est délimité par un mur en pierre blanche et en brique, sur lequel repose une grille en fer forgé. Son côté oriental ne dispose pas d'accès, car il fait face aux talus sur lesquels reposent les jardins de Sabatini, le Palais Royal, la place de l'Armería et la cathédrale de l'Almudena.
Il n’y a que trois entrées, situées sur les autres côtés : une sur la Cuesta de San Vicente (au nord), une autre sur la Cuesta de la Vega (au sud) et la principale sur le paseo de la Virgen del Puerto (à l’ouest). Aucune de ces portes n'a de valeur artistique particulière, si ce n'est quelques éléments décoratifs, comme différents vases artistiques.
Les deux premières portes, à accès restreint, sont reliées entre elles par un chemin longitudinal, situé dans la partie haute des jardins, au pied du Palais Royal. Cette avenue traverse les espaces de la fontaine des Tritons, de la Grande Serre ou des Camélias et du Bassin de la Cascade, dont la visite n’est pas autorisée au public. La zone la plus basse du Campo del Moro est en revanche libre d'accès, à des horaires déterminés, par la porte du paseo de la Virgen del Puerto.

### Axe central

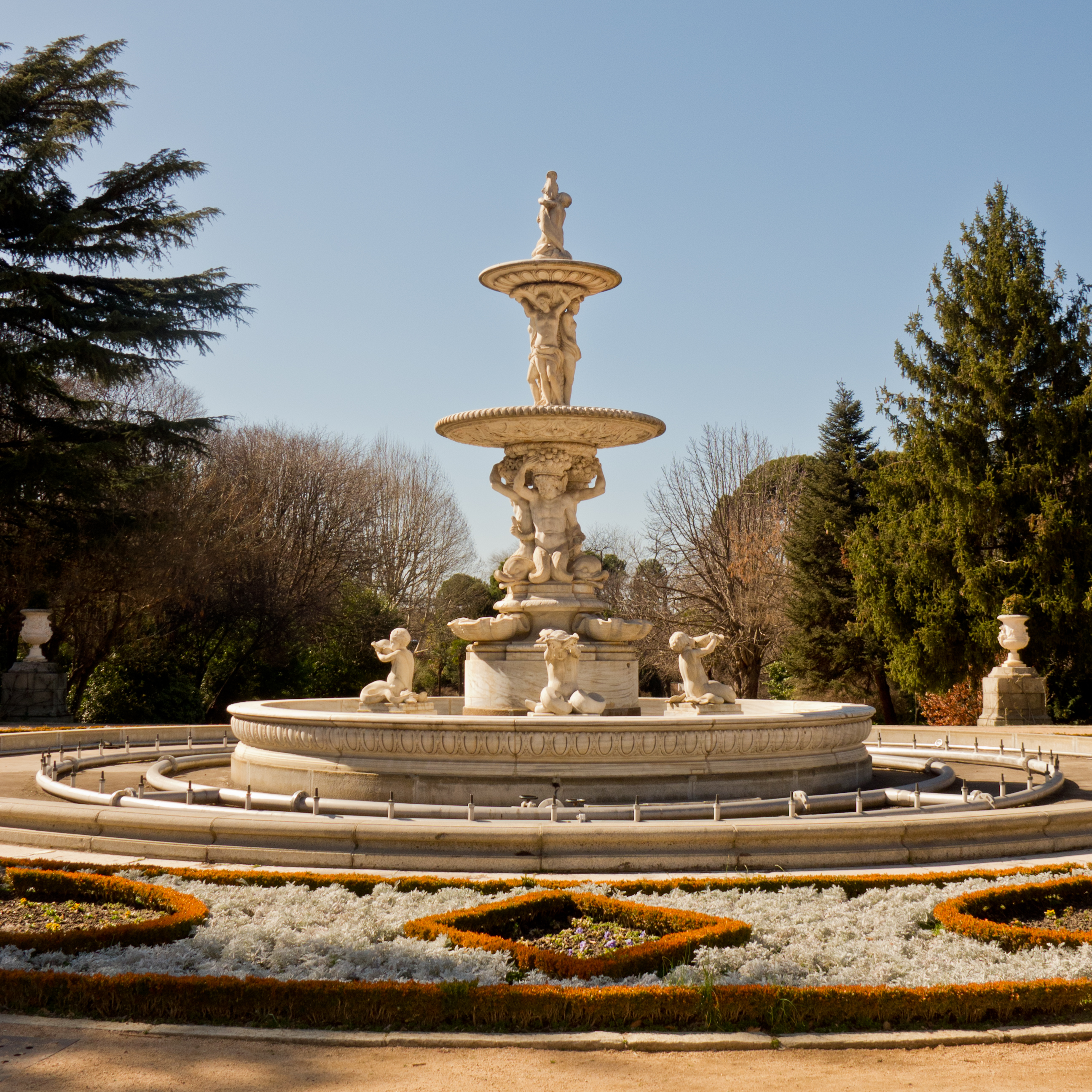
Fontaine des Coquilles, conçue par Ventura Rodríguez.

Il doit être attribué à Narciso Pascual y Colomer, qui conçut une grande promenade suivant la direction est-ouest, reliant directement le Palais Royal aux rives du fleuve Manzanares. Cette avenue, connue sous le nom de Praderas de las Vistas del Sol, était l'axe central d'un tracé hippodamien, organisé à partir d’une série de promenades parallèles et perpendiculaires, auxquelles se rattachaient de petites places circulaires ou semi-circulaires.
De sa conception, seule la rue mentionnée pu être réalisée, laquelle, du point de vue urbanistique, constitue la pièce la plus importante du domaine, car elle garantit la vue panoramique du palais grâce à une distribution judicieuse des niveaux du terrain. Elle est bordée d'arbres et présente une large médiane, aménagée avec une prairie disposée en deux grands tronçons, et protégée de chaque côté par un chemin de terre.
Le projet de Pascual y Colomer envisageait l'installation de deux fontaines monumentales, qui se trouvent actuellement dans la partie supérieure et centrale de l'axe principal :
- Fontaine des Tritons : elle se dresse au pied de la façade occidentale du palais, au point le plus élevé de l'avenue et de tout le domaine. Elle a été construite en Italie au XVIIe siècle (ou probablement à la fin du XVIe siècle) et transférée en Espagne en 1656, année où Philippe IV ordonna de l'installer dans le jardin d'Aranjuez (Aranjuez, Madrid). En 1846, elle fut déplacée à son emplacement actuel. Sculptée en marbre blanc, elle tire son nom des quatre sculptures de tritons mythologiques situées à sa base.
- Fontaine des Coquilles : elle date de la fin du XVIIIe siècle, conçue par Ventura Rodríguez. Elle orna les jardins du palais de l'Infant don Luis à Boadilla del Monte — propriété de Luis Antonio de Borbón y Farnesio — jusqu'à son transfert au Campo del Moro en 1845, où elle occupe le centre de l'avenue. Elle a été sculptée par Francisco Gutiérrez Arribas et Manuel Álvarez el Griego. Tout comme la fontaine des Tritons, ces personnages mythologiques constituent son principal motif. Elle est également faite de marbre blanc.

### Autres promenades

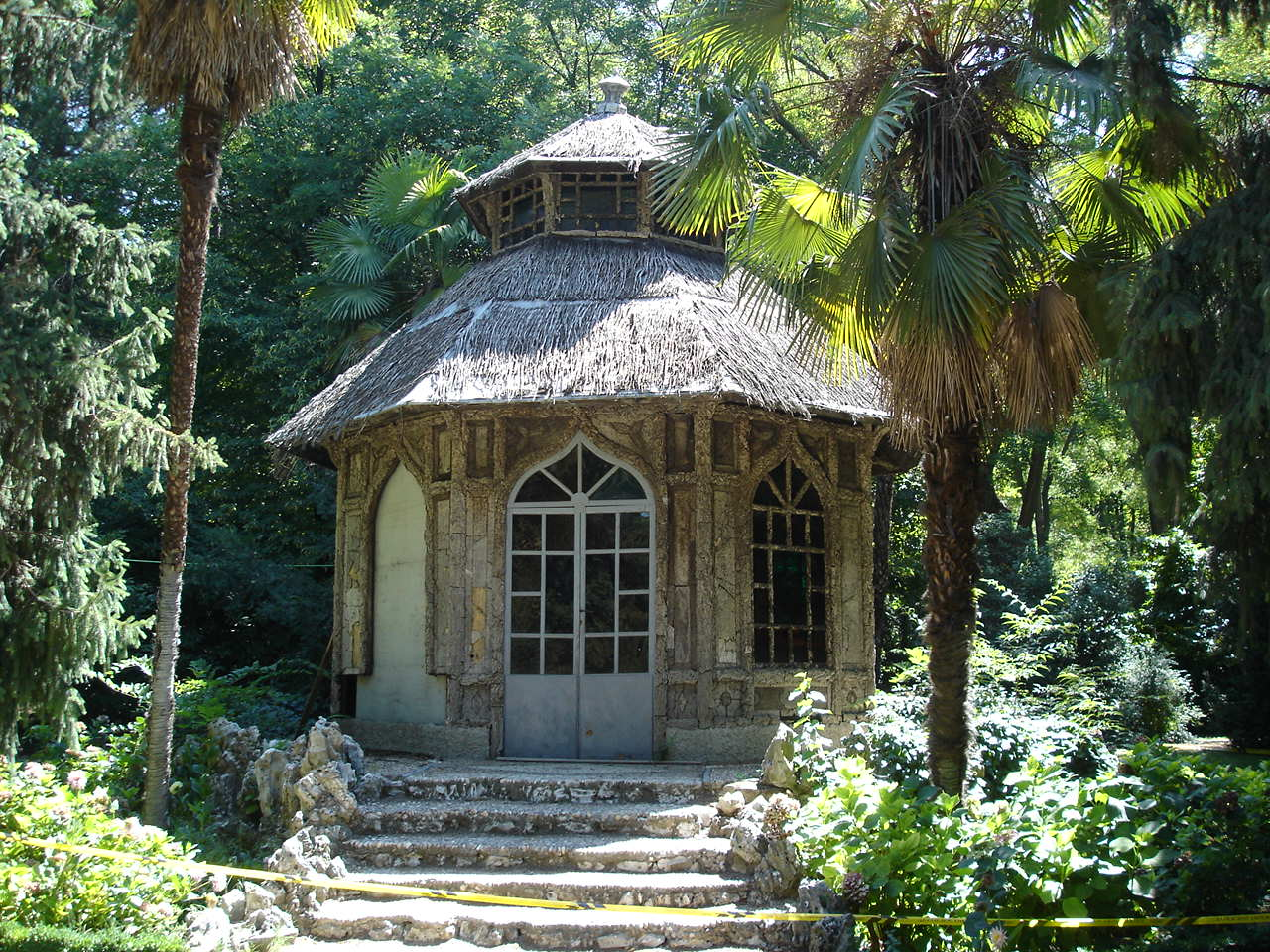
Vue du Chalé du Liège (Chalé del Corcho), construit avec ce matériau dans la seconde moitié du XIXe siècle.

Les autres promenades sont l'œuvre de Ramón Oliva. Elles suivent un modèle romantique, très éloigné des schémas formalistes en grille de Pascual y Colomer. Elles présentent des tracés irréguliers, avec de nombreux tronçons courbes. Il existe également de nombreux chemins semi-cachés, des routes alternatives et des raccourcis, dans la ligne des goûts paysagers du romantisme. C'est le cas des chemins des Quatre Clés et des Chaînes.
Il n'y a que l'exception du paseo de Damas, héritier du design hippodamien de Pascual y Colomer. Il commence près de la Cuesta de San Vicente et se termine sur la place de la Reine María Cristina d'Autriche, située à l'extrémité sud du jardin. Il suit une direction nord-sud et croise les prairies des Vistas del Sol. À ce croisement se trouve la déjà mentionnée fontaine des Coquilles.
La promenade des Platanes (paseo de los Plátanos), nommé ainsi en raison de l'espèce végétale qui domine son parcours, illustre le modèle romantique évoqué précédemment. Il prend naissance près de l'entrée du paseo de la Virgen del Puerto, s'oriente vers le sud-est, forme un large arc et passe au pied de la Cathédrale de l'Almudena. Il se connecte au Paseo de Damas par le Bosque de la Copa, qui doit son nom à un arbre de grandes dimensions, se distinguant des autres.

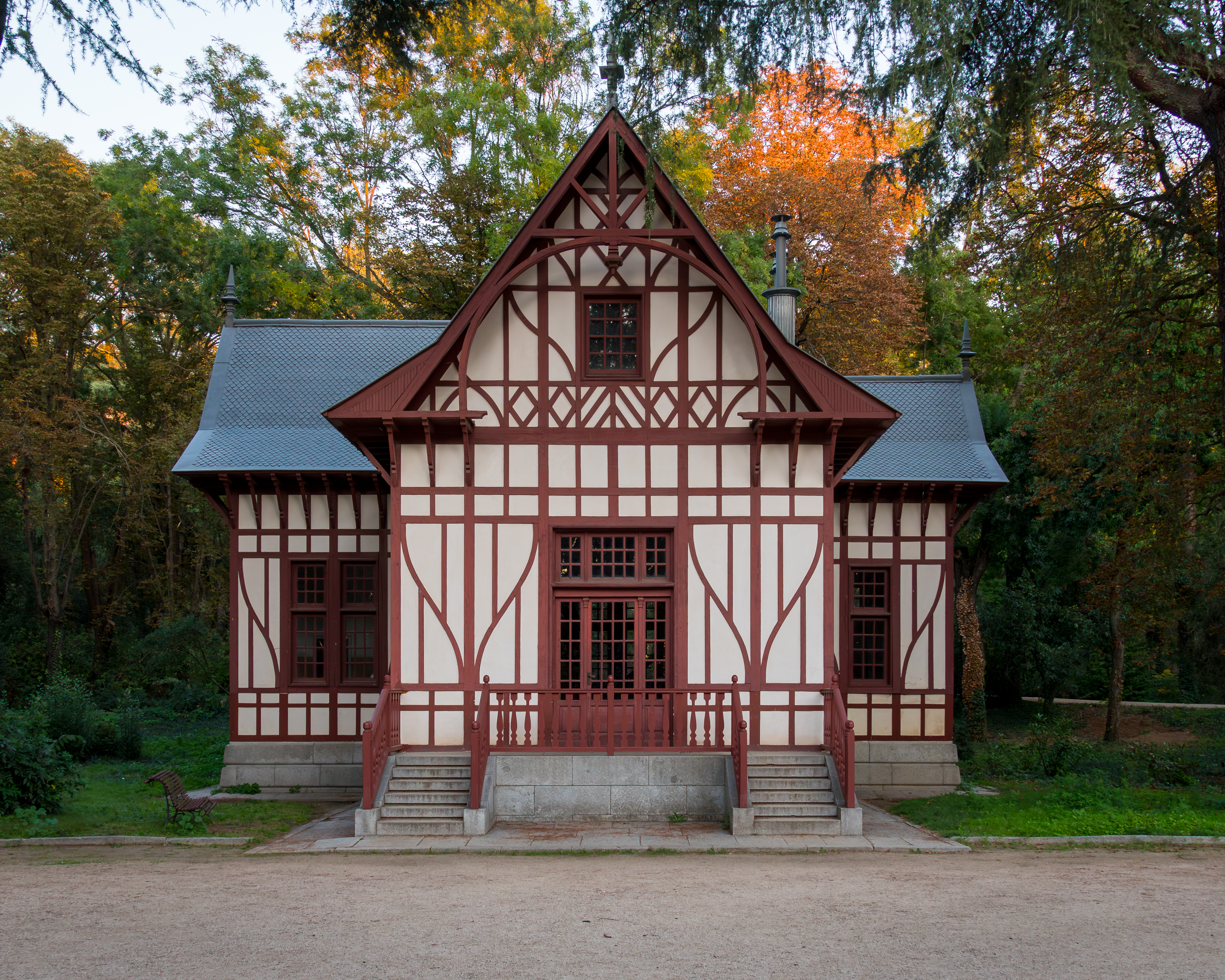
Le Chalecito de la Reine, construit dans le style tyrolien.

### Constructions d'intérêt
En plus des fontaines des prairies des Vistas del Sol, le Campo del Moro abrite d'autres constructions d'intérêt historique et artistique. En raison de son ancienneté et de sa complexité technique, la grotte de Juan de Villanueva mérite une mention spéciale, son accès étant situé sous les escaliers installés à l'entrée du paseo de la Virgen del Puerto.
De nombreux motifs décoratifs ornent le parc, dont des vases artistiques, des parterres, des étangs, des rocailles, des petites fontaines (comme celle de l'Almendrita), des volières et des sculptures (comme les statues d'Isabelle II et de Francisco de Asís de Borbón). Beaucoup de ces éléments se trouvent dans des endroits reculés, suivant les principes paysagers romantiques.
Parmi les bâtiments notables, on trouve la Estufa Grande ou des Camélias (où Antonio López a peint "La famille de Juan Carlos I"), le Chalé del Corcho et le Chalecito de la Reina, ces deux derniers étant réalisés en bois par Repullés à la fin du XIXe siècle. Du milieu du XXe siècle date le Musée des Carrosses, disposé en modules hexagonaux, ce qui permet à son architecte, Ramón Andrada, d'envisager des extensions futures. Il abrite une collection variée de carrosses ayant appartenu à la Couronne d'Espagne. Parmi les pièces les plus importantes figurent la Carroza Negra (XVIIe siècle), le Siège de Carlos III (XVIIIe siècle) et la Berlina de la Corona (XIXe siècle).

### Espèces végétales et animales
Le parc compte 70 espèces d'arbres, dont certains ont plus de 150 ans. Certains d'entre eux se distinguent par leur ancienneté et leur hauteur, et ont été classés comme Arbres Singuliers par la Communauté de Madrid : c'est le cas d'un pin d'Alep qui dépasse les 30 mètres de hauteur, d'un pin pignon de 25 mètres, d'un chêne de 24 mètres, d'un séquoia géant de 30 mètres et de deux ifs de 15 mètres.
Dans le Campo del Moro, de nombreuses espèces d'oiseaux résident, notamment des espèces typiques des parcs, telles que le paon, le faisan, la tourterelle et le pigeon.

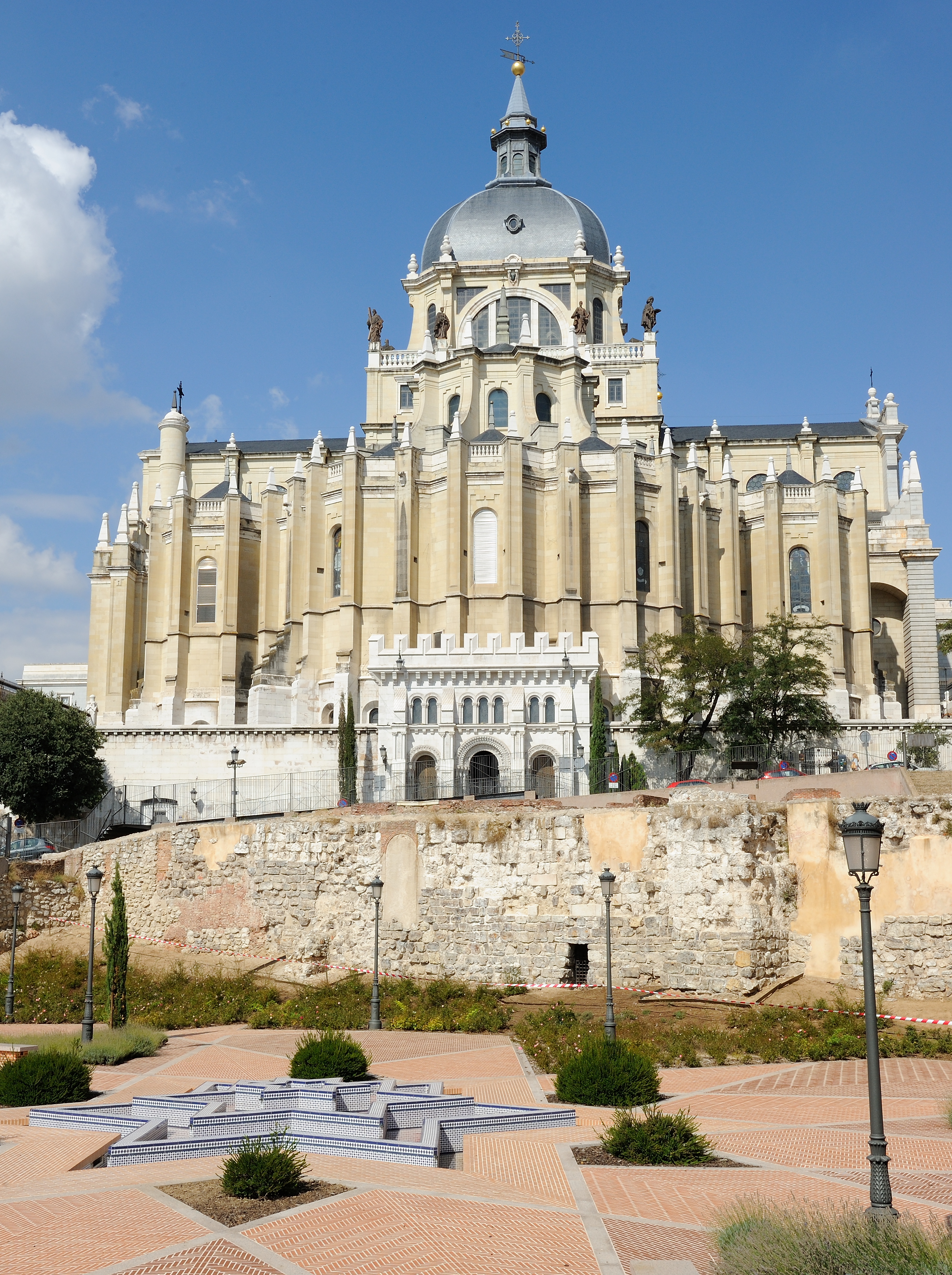
La coupole de la cathédrale de l'Almudena.

## Panoramiques
Le Campo del Moro se situe au pied du noyau fondateur de Madrid. L'origine de la ville remonte au IXe siècle, lorsque une forteresse musulmane a été construite au sommet d'un promontoire, sous lequel se trouvait un ravin profond qui facilitait sa défense.
Malgré les nivellements du terrain subis par le site, principalement au XIXe siècle, la forte pente qui subsiste permet de découvrir différentes panoramas, qui figurent parmi les plus caractéristiques du paysage urbain madrilène. Le plus célèbre est celui de la façade occidentale du Palais Royal, dont la vue est mise en valeur par l'alignement longitudinal des Prairies des Vues du Soleil.
Moins connues sont les panoramiques de la cathédrale de l'Almudena et de l'arcade ouest de la place de l'Armería, qui sont partiellement dissimulées par la végétation dense qui domine la zone méridionale du jardin. Cependant, le paseo de los Plátanos offre différentes vues de cet ensemble monumental.
Depuis la partie la plus élevée du Campo del Moro (c'est-à-dire, depuis son côté oriental), il est possible d'apercevoir presque la totalité des jardins, ainsi que la zone forestière de la Casa de Campo, qui s'étend au-delà de la rive droite du fleuve Manzanares, à travers le Puente del Rey.

## Liens
- Site officiel